# 魯德基夫卡
50°17′0″N 28°18′47″E / 50.28333°N 28.31306°E
魯德基夫卡（烏克蘭語：Рудківка），是烏克蘭北部的村莊，隸屬日托米爾州的日托米爾區。該村始建於1937年，面積0.49平方公里，海拔高度233米，2001年人口108，人口密度每平方公里218.62人。